# Una storia da cantare
Una storia da cantare è stato un programma televisivo italiano in onda dal 16 novembre 2019 al 7 marzo 2020 su Rai 1 e trasmesso in diretta dall'Auditorium Rai di Napoli con la conduzione di Enrico Ruggeri e Bianca Guaccero.

## Descrizione
Ogni puntata del programma costituisce una monografia di un celebre personaggio della musica d'autore italiana tramite la rievocazione di aneddoti e memorie di questi artisti da parte anche dei vari ospiti che si alternano nella varie puntate e che si esibiscono, inoltre, con le canzoni che più rappresentano il cantante a cui è dedicata la puntata con l'accompagnamento della band diretta dal maestro Maurizio Filardo. Alla fine della serata il pubblico vota sui profili social del programma quale sia la canzone più amata del cantante protagonista dell'episodio.
La prima edizione del programma è andata in onda dal 16 al 30 novembre 2019 per tre puntate.  
La seconda edizione invece è andata in onda dal 15 febbraio al 7 marzo 2020 per quattro puntate. 
| Edizione | Inizio           | Fine             | Conduzione     | Conduzione      | Rete  | Studio                   | Ascolti        | Ascolti | Regia          |
| Edizione | Inizio           | Fine             | Conduzione     | Conduzione      | Rete  | Studio                   | Telespettatori | Share   | Regia          |
| -------- | ---------------- | ---------------- | -------------- | --------------- | ----- | ------------------------ | -------------- | ------- | -------------- |
| 1ª       | 16 novembre 2019 | 30 novembre 2019 | Enrico Ruggeri | Bianca Guaccero | Rai 1 | Auditorium Rai di Napoli | 3 697 000      | 18,82%  | Duccio Forzano |
| 2ª       | 15 febbraio 2020 | 7 marzo 2020     | Enrico Ruggeri | Bianca Guaccero | Rai 1 | Auditorium Rai di Napoli | 2 941 000      | 14,40%  | Duccio Forzano |

## Curiosità
- Durante la prima puntata della prima edizione è stata presente in platea l’allora direttrice di Rai 1 Teresa De Santis.[2]
- Nell'ultima puntata della seconda stagione, a causa delle disposizioni in materia di salute istituite per contenere il contagio da COVID-19, il pubblico non è presente in teatro[3]

## Controversie
Il nipote di Lucio Battisti, Andrea Barbacane, ha criticato fortemente l'ultima puntata della prima edizione del programma nella quale veniva omaggiato lo zio, commentando: "Un disastro, lo hanno fatto morire due volte".

## Ascolti

### Prima edizione
| Puntata | Messa in onda    | Artista omaggiato | Ospiti | Canzone preferita dal pubblico | Telespettatori | Share  |
| ------- | ---------------- | ----------------- | --- | ------------------------------ | -------------- | ------ |
| 1       | 16 novembre 2019 | Fabrizio De André | Dori Ghezzi, Massimo Ranieri, PFM, Paola Turci, Nek, Morgan, Loredana Bertè, Lino Guanciale, The André, Elena Sofia Ricci, Anastasio, Ornella Vanoni, Willie Peyote e Mauro Pagani (in collegamento registrato da Genova)                             | La canzone di Marinella        | 4 147 000      | 21,12% |
| 2       | 23 novembre 2019 | Lucio Dalla       | Renzo Arbore, Gigi Proietti, Stadio, Patty Pravo, Nina Zilli, Il Volo, Irene Grandi, Ghemon, Tiromancino, Francesco Gabbani, Noemi, Fabrizio Moro, Serena Rossi, Stefano Fresi, Ron e Gigi D'Alessio (entrambi in collegamento registrato da Bologna) | Caruso                         | 3 439 000      | 17,26% |
| 3       | 30 novembre 2019 | Lucio Battisti    | Mogol, Patty Pravo, Roberto Vecchioni, Edoardo Bennato, Morgan, Arisa, Luca Barbarossa, Fausto Leali, Shel Shapiro, Le Vibrazioni, Nicky Nicolai, Coma_Cose, Fulminacci, Decibel e Maurizio Vandelli                                                  | Il mio canto libero            | 3 506 000      | 18,07% |
| Media   | Media            | Media             | Media | Media                          | 3 697 000      | 18,82% |

### Seconda edizione
| Puntata | Messa in onda    | Artista omaggiato    | Ospiti | Telespettatori | Share  |
| ------- | ---------------- | -------------------- | --- | -------------- | ------ |
| 1       | 15 febbraio 2020 | Cantautori a Sanremo | Ermal Meta, Beppe Fiorello, Elio, Irene Grandi, Bugo, Leo Gassmann, Serena Rossi, Paola Turci, Stefano Fresi, Fabrizio Moro, Patty Pravo, Renzo Arbore, Sergio Cammariere, Noemi, Giuliano Palma, Giusy Buscemi, Maldestro, i Decibel e Funkoff                                                                                  | 2 810 000      | 14,57% |
| 2       | 22 febbraio 2020 | Mina                 | Mietta, Arisa, Gino Paoli, Danilo Rea, Tosca, Simona Molinari, Nicky Nicolai, Stefano Bollani, Francesco Renga, Nina Zilli, Irene Grandi, Marco Masini, Piero Pelù, Le Vibrazioni, Chiara Galiazzo, Mondo Marcio, Lucia Ocone e Mauro Coruzzi                                                                                    | 2 619 000      | 13,73% |
| 3       | 29 febbraio 2020 | Adriano Celentano    | Gigi D’Alessio, Teo Teocoli, Elio, Noemi, Marisa Laurito, Paolo Belli, Fausto Leali, Raphael Gualazzi, Rocco Papaleo, Federico Zampaglione, Enzo Avitabile e Tony Esposito, Raimondo Todaro, Eugenio in Via Di Gioia, Eugenio Campagna e La Sierra                                                                               | 3 274 000      | 15,80% |
| 4       | 7 marzo 2020     | Gianni Morandi       | Piero Pelù, Pinguini Tattici Nucleari, Nino Frassica, Nina Zilli, Mogol, Anna Tatangelo, Marco Morandi, Luca Barbarossa, Amii Stewart, Marco Masini, Michele Zarrillo, Fausto Leali, Alessandro Preziosi, Paolo Vallesi, Nomadi, Matteo Faustini, Fulminacci, Sofia Tornambene, Eugenio Campagna, Galeffi, Canova e i Ditelo voi | 3 060 000      | 13,49% |
| Media   | Media            | Media                | Media | 2 941 000      | 14,40% |